# Église Saint-Martin-au-Val de Chartres
L'église Saint-Martin-au-Val est une église située dans l'ancien hôpital Saint-Brice à Chartres, département d'Eure-et-Loir, en région Centre-Val de Loire.
L'église prend place au centre d'un sanctuaire gallo-romain de six hectares fouillé depuis 2006 et objet de fouille programmée à partir de 2011.
Avec l'église Saint-Pierre, elle fut l'un des lieux habituels d'inhumation des évêques de Chartres.

## Historique

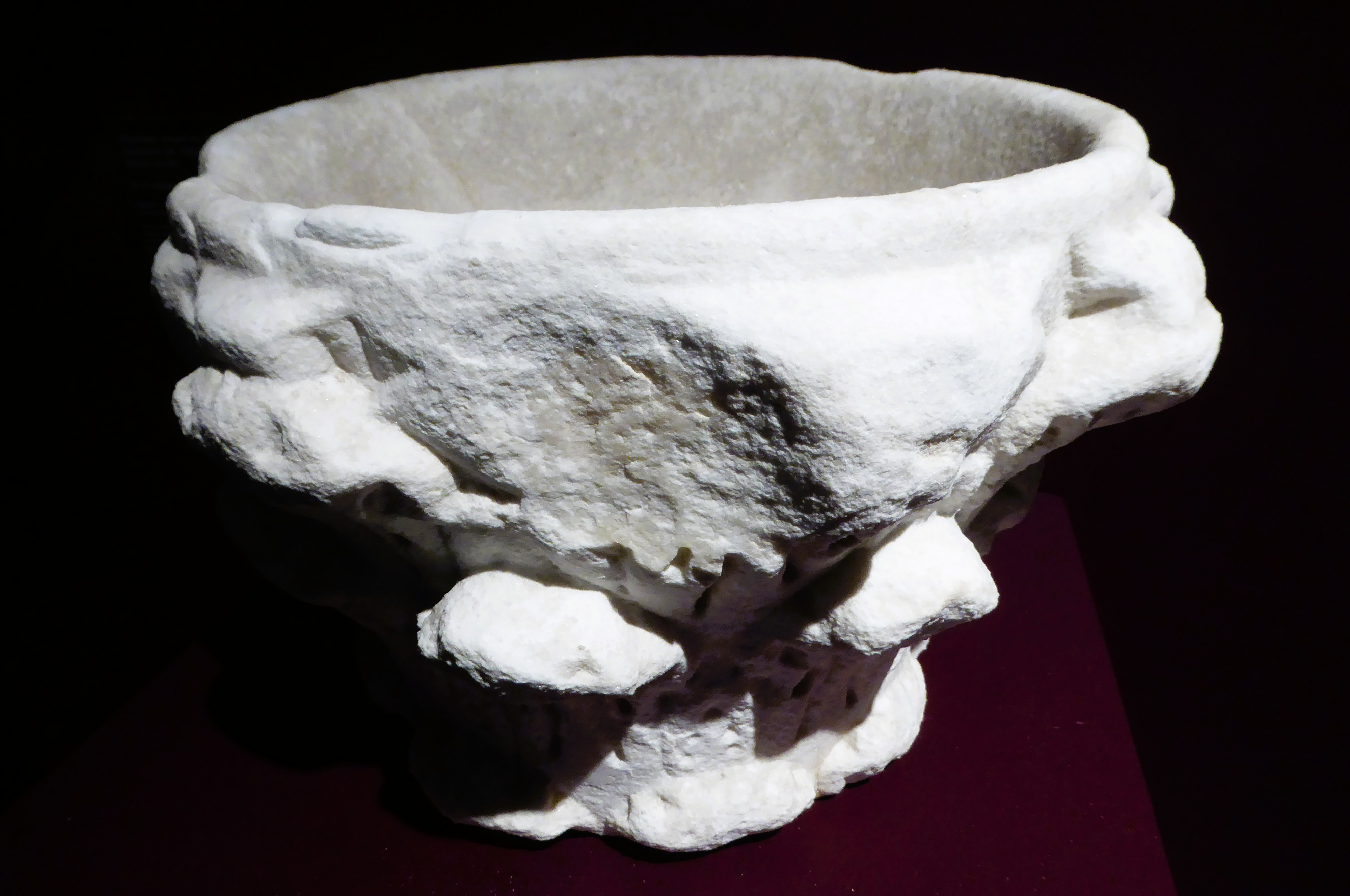
Chapiteau (IIe siècle ou IVe siècle-Ve siècle) creusé en bénitier, provenant de l'église, musée de Chartres.

Les époques de construction de l'église sont les XIe et XVe siècles, ainsi que le XIXe siècle.
À l'origine, il s'agit d'une église conventuelle, elle est le seul vestige de son monastère. Celui-ci est cité pour la première fois dans la vie de saint Lubin qui y est inhumé.
Elle semble donc prendre place sur une église plus ancienne (cf. sarcophages trouvés lors des fouilles, et chapiteau présent dans la crypte).
En 1128, le monastère est rattaché à l'abbaye de Marmoutier de Tours dont elle devient un prieuré.
En 1568, l'église et le couvent sont dévastés par les calvinistes : l'église est incendiée, les sépultures et les tombeaux sont violés, les bâtiments conventuels ravagés. Les bâtiments sont à nouveau pillés lors du siège de la ville en 1591.
En 1648, l'église est totalement restaurée et amputée de plusieurs travées sur une vingtaine de mètres.
En 1663, l'église et le terrain sont achetés pour la communauté des capucins de Chartres : les bâtiments conventuels sont reconstruits, le sol de l'église rehaussé de 2 m .
Vendu comme bien national à la révolution, le couvent est alors transformé en hospice dont l'église conventuelle devient la chapelle.
En 1845, M. de Reverdy lègue ses biens aux hospices de Chartres avec la charge de restaurer la chapelle de Saint-Martin-au-Val dans son état primitif : d'où les importants travaux de remaniement au XIXe siècle qui voient la création de la nouvelle façade, le rabaissement des sols et la reconstruction des absidioles entre 1858 et 1864.

## Description
Église de plan roman, orientée, longue de 50 m et large de 39 m, elle est d'une superficie de 1 420 m2.
L'abside circulaire comporte trois chapelles absidiales, deux autres sont accolées aux bras du transept.
La façade occidentale est datée du XIXe siècle avec deux petites tours, placées aux extrémités.
La nef comporte aujourd'hui trois travées, soit quatre de moins qu'au XIe siècle. Par rapport à la nef, le chœur est surélevé et le déambulatoire abaissé.

L'église Saint-Martin-au-Val
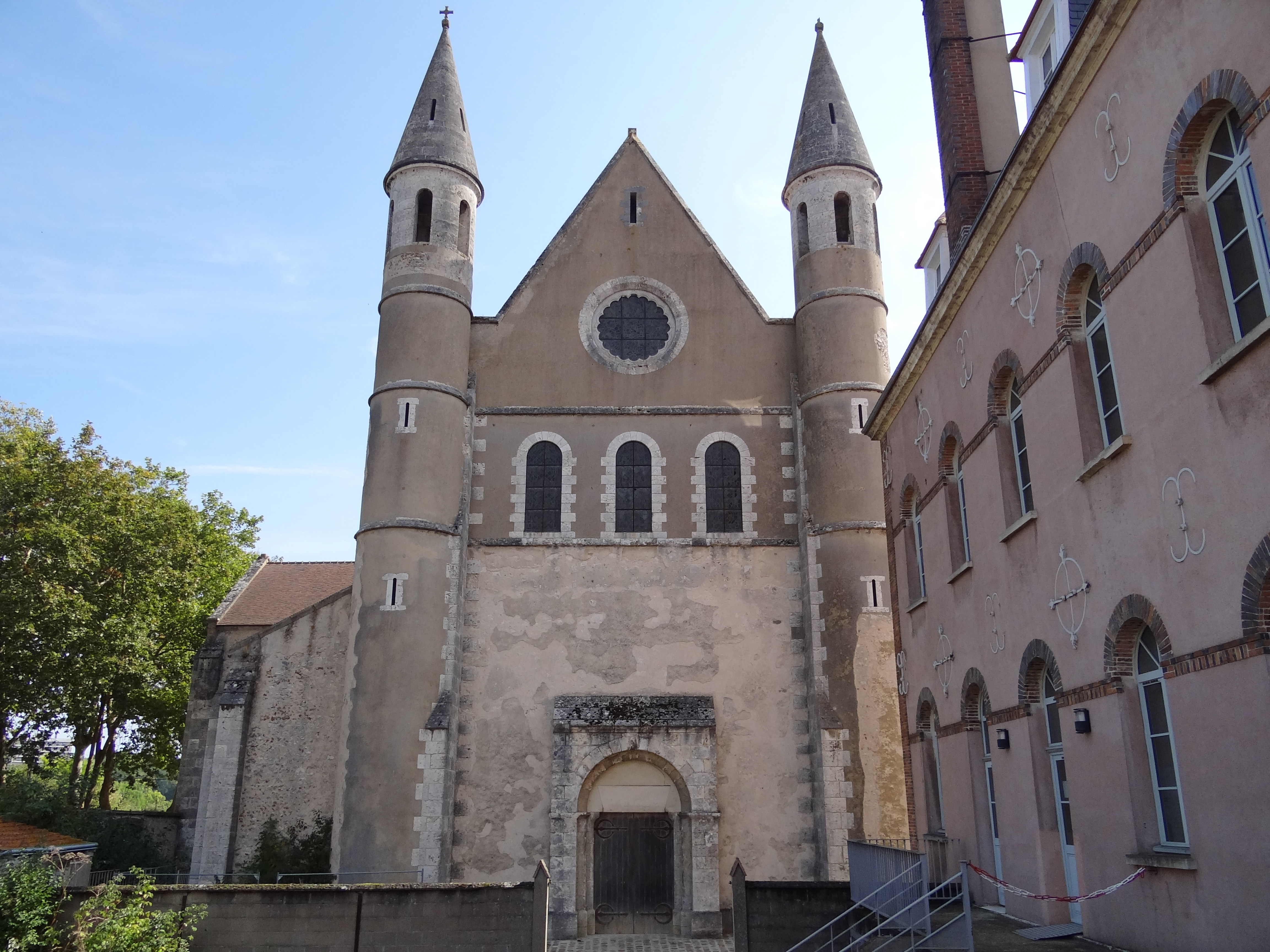
Façade occidentale et entrée principale.
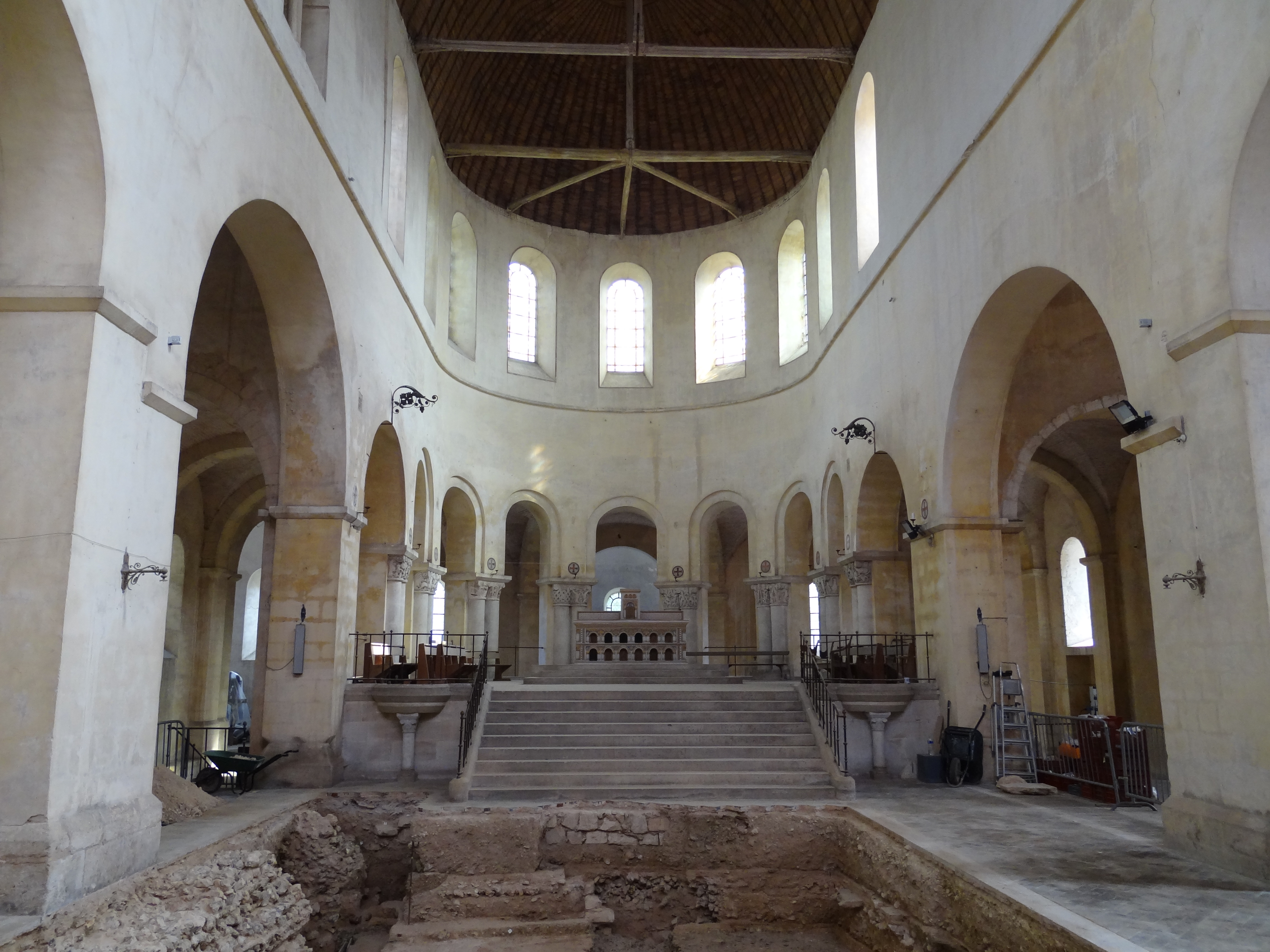
Vue de l'intérieur depuis l'entrée principale.
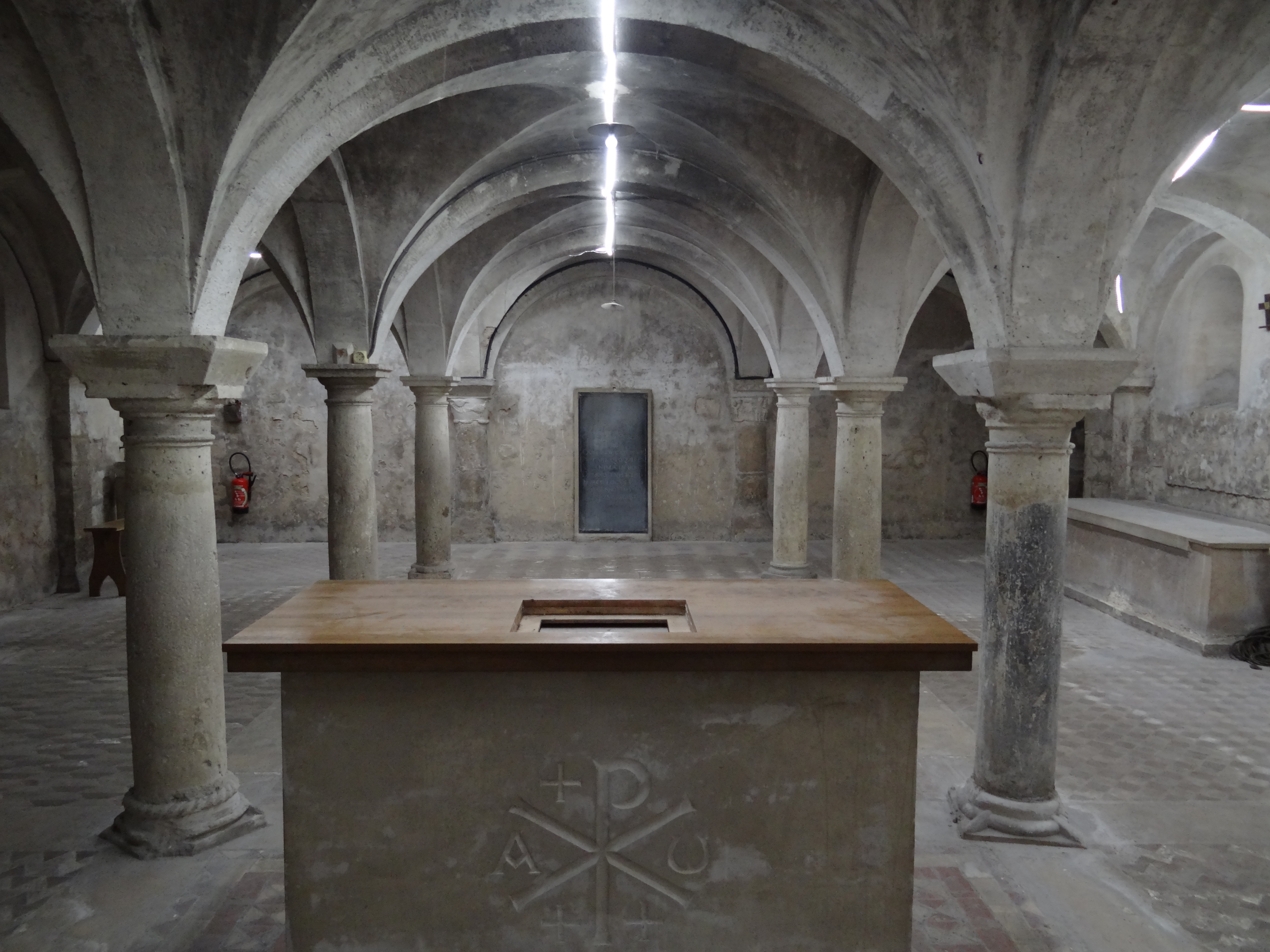
Vue de la crypte sous le chœur de l'église.
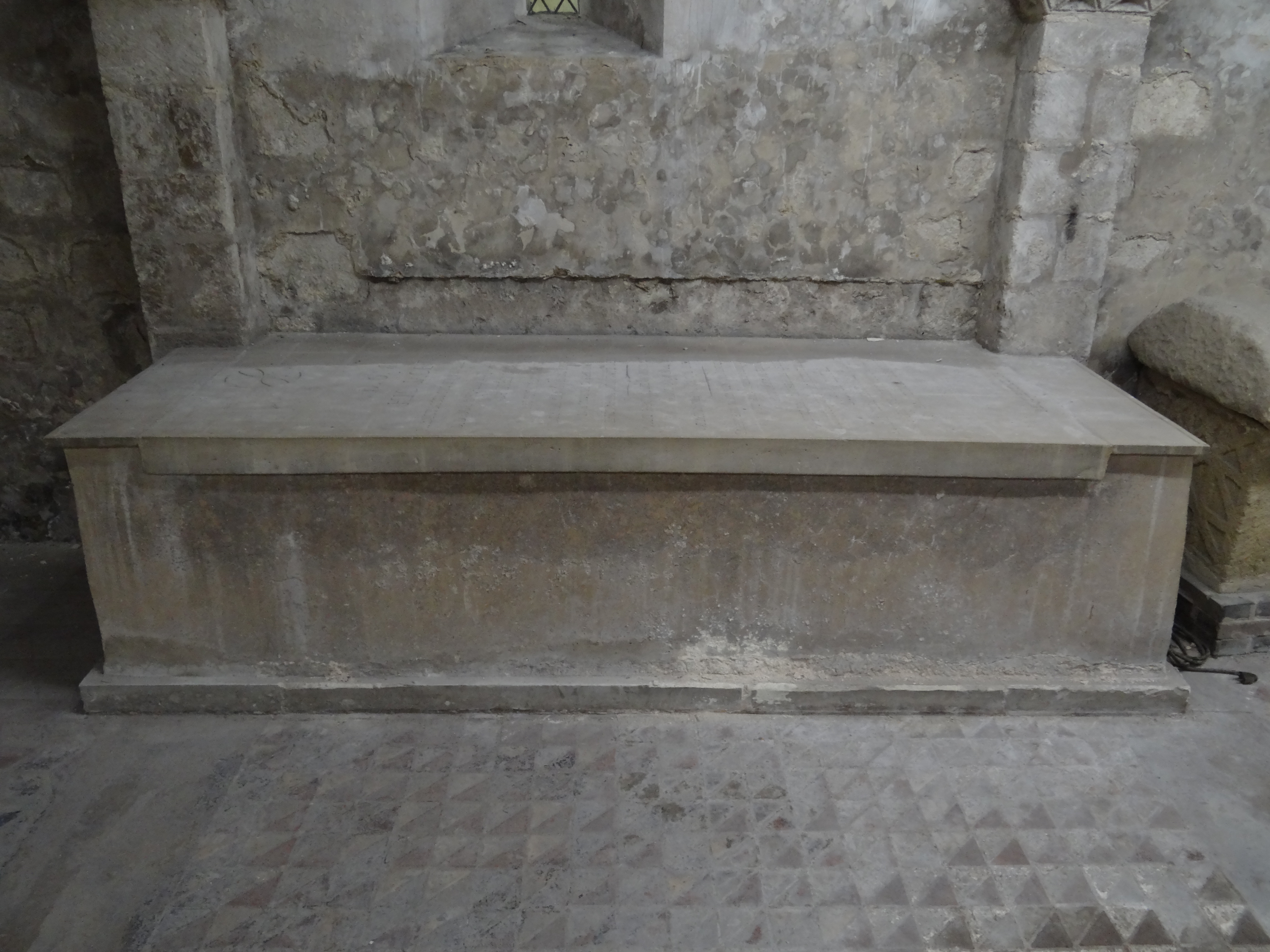
Tombeau de Jean-Baptiste-Joseph de Lubersac, évêque de Chartres (1780-1802).
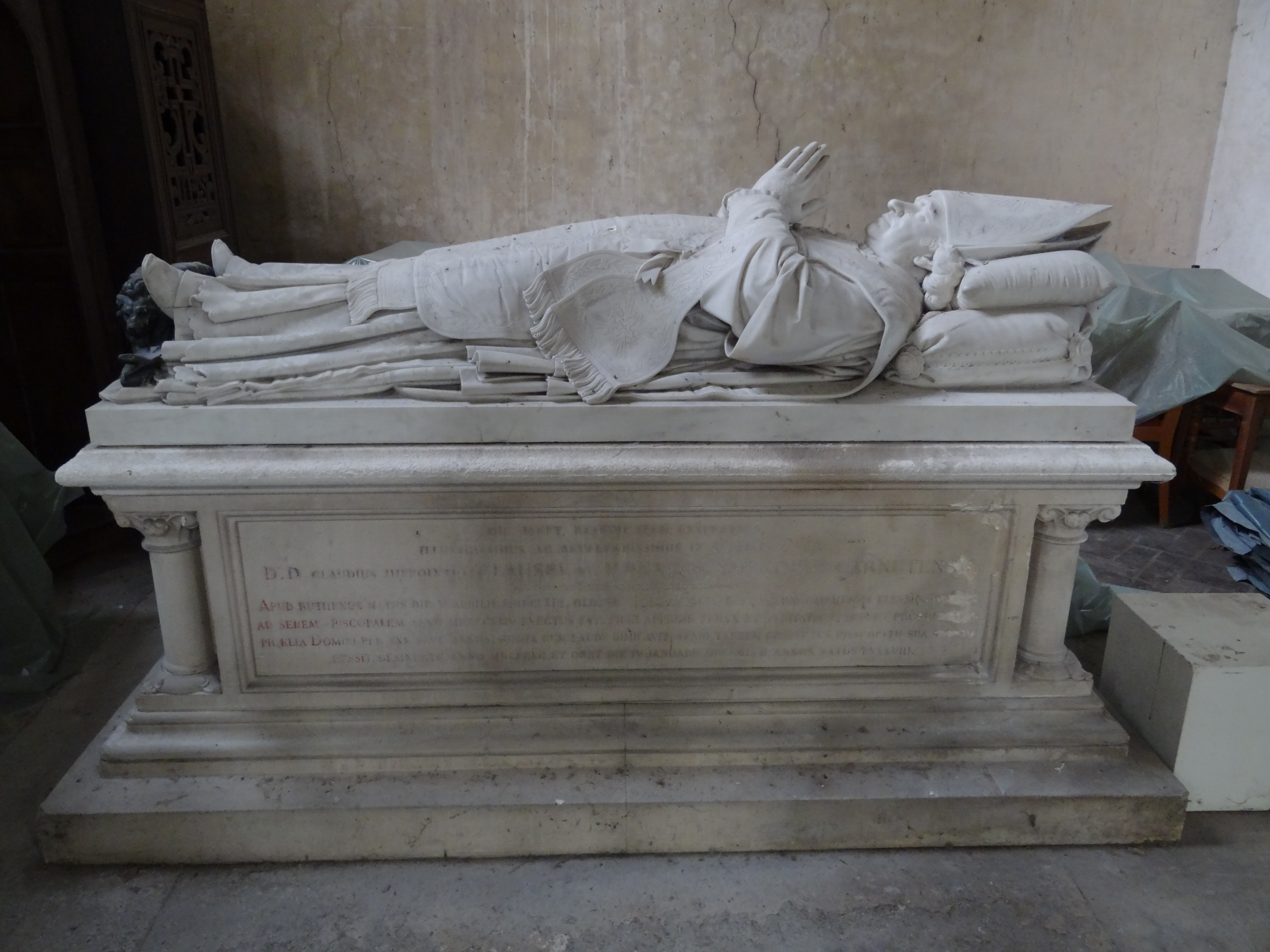
Gisant de Claude-Hippolyte Clausel de Montals, évêque de Chartres (1824-1852).

## Situation actuelle
Une première campagne de fouilles est réalisée en 1858-1862 (avant de procéder aux travaux de reconstruction, bel exemple de fouilles préventives) qui met au jour dans la nef dix sarcophages mérovingiens correspondant à une période encore mal connue à Chartres.
En raison des fouilles qui y sont réalisées (campagne en 2013-2014), le culte n'y est plus célébré. Néanmoins l'église n'est pas formellement désaffectée.

## Protection
L'édifice est classé monument historique depuis 1886. Une statue de saint Sébastien, en bois sculpté et peint, est également inscrite en tant que monument historique.
Séraphin-Médéric Mieusement photographie l'extérieur de l'église à une date indéterminée, probablement à l'occasion de son classement en 1886 :

L'église Saint-Martin-au-Val par Séraphin-Médéric Mieusement
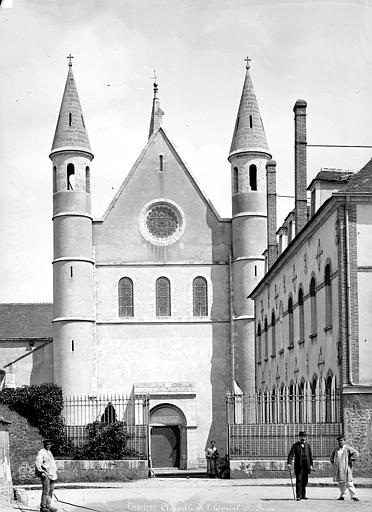
Façade occidentale.
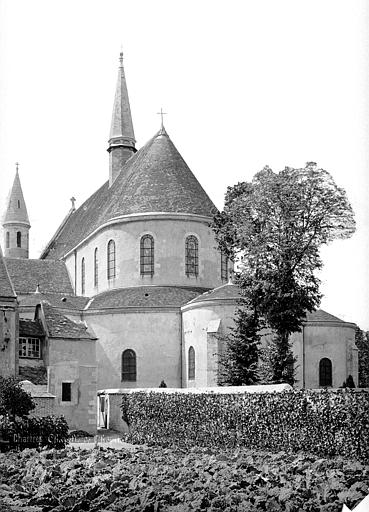
Ensemble est.
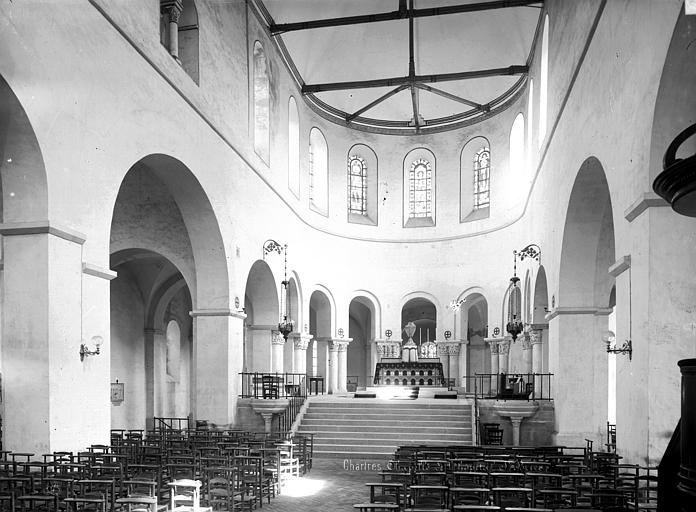
De la nef vers le chœur.
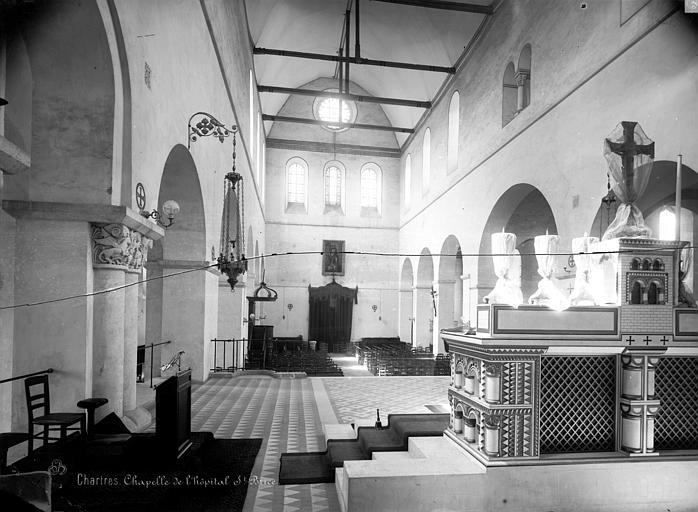
De la nef vers l'entrée.

En 1893, Paul Robert, gendre de Mieusement, poursuit les travauxde son beau-père et photographie l'intérieur de l'édifice :

L'église Saint-Martin-au-Val par Paul Robert
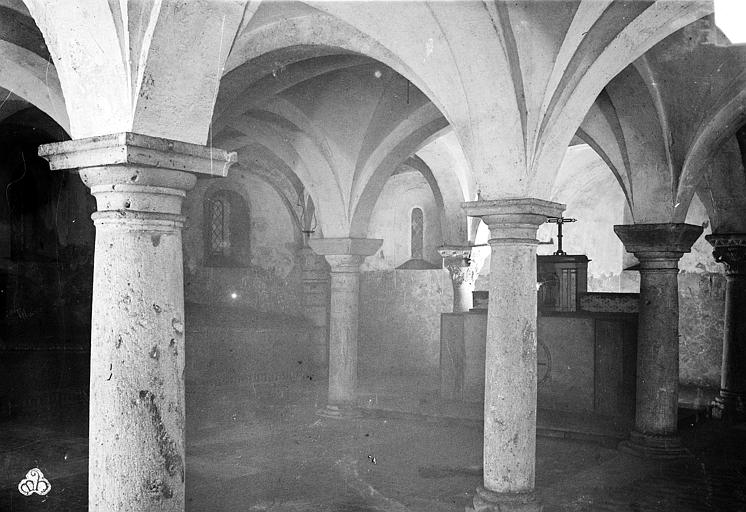
Vue intérieure de la crypte.
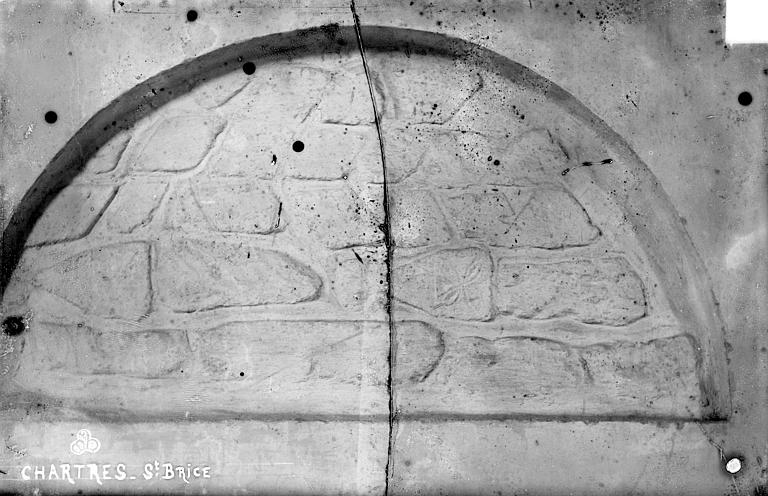
Appareil d'un mur mérovingien de la crypte.
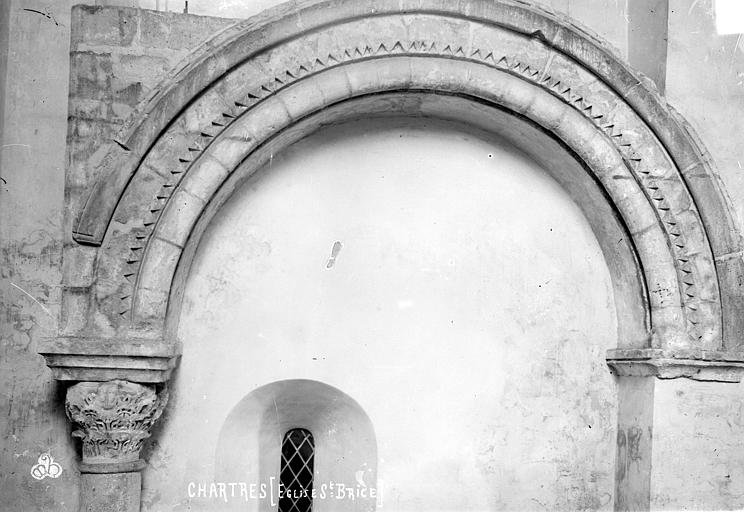
Arcature du pourtour du chœur.
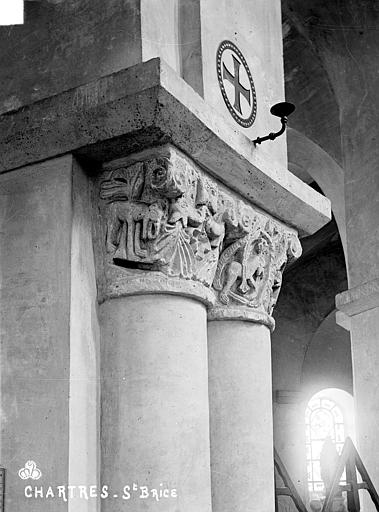
Chapiteaux historiés.
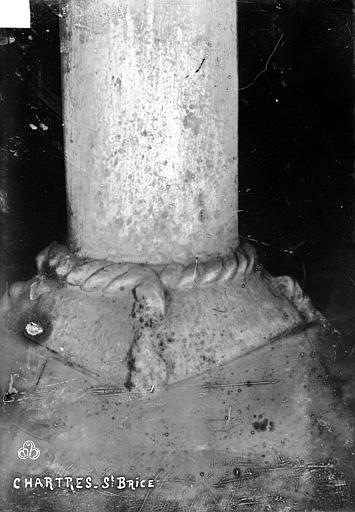
Base d'un pilier.